# Another Place
Another Place is een single van de Britse band Bastille, van hun vijfde album Doom Days: This Got Out of Hand!. Het nummer verscheen in oktober 2019 als single, nadat het eerder al op het album Doom Days stond. Het verschil tussen beide versies is dat op de single ook Alessia Cara zingt. Het nummer werd enkel in Nieuw-Zeeland en Zweden een hit.

## Muziekvideo
Op 1 november werd er een muziekvideo op YouTube geplaatst voor dit nummer. Dit duurt 3 minuten en 38 seconden. De hoofdrolspeler is Dan Smith. Alessia Cara en de andere bandleden van Bastille vertolken ook een rolletje.